# Vytautas Žalakevičius
Vytautas Žalakevičius ou Vitautas Jalakiavitchous, né le 14 avril 1930 à Kaunas et mort le 12 novembre 1996 à Vilnius en Lituanie, est un réalisateur, scénariste et dramaturge soviétique puis lituanien.

## Biographie
Fils de Pranas Žalakevičius - capitaine de l'armée, Vytautas naît à Kaunas.Il est scolarisé au gymnase Aušros.  
Après deux ans d'études à la faculté d’électronique de l'Université Vytautas-Magnus (1948-1950), il passe le concours d'entrée de l'Institut national de la cinématographie et intègre la classe de Mikhaïl Tchiaoureli et Grigori Alexandrov. Son film de fin d'études est un court métrage Skenduolis adapté de la nouvelle de Petras Cvirka. Diplômé en 1956, il travaille à Lietuvos kino studija. Il se fait connaitre au niveau international avec le film Personne ne voulait mourir en 1965. L'artiste rejoint les rangs du PCUS en 1961. Il est aussi membre de l'Union des écrivains soviétiques. Son film Opération liberté (Tas saldus žodis – laisvė, That sweet word - liberty!) remporte le Prix d'or au festival du cinéma de Moscou en 1973.
Son dernier film réalisé en 1992 est l’adaptation du livre d'Evgueni Zamiatine L'Inondation (1929).
Mort le 12 novembre 1996, Vytautas Žalakevičius est inhumé au cimetière d'Antakalnis.

## Filmographie sélective

### Réalisateur
- 1957 : Avant qu'il ne soit trop tard (Пока не поздно)
- 1957 : Adam veut être un homme (ru) (Адам хочет быть человеком, Adomas nori būti žmogumi)
- 1960 : Les Héros vivants (ru) (Живые герои, Gyvieji didvyriai)
- 1963 : Chronique d'un jour (ru) (Хроника одного дня, Vienos dienos kronika)
- 1965 : Personne ne voulait mourir (Никто не хотел умирать, Niekas nenorėjo mirti)
- 1970 : Toute la vérité sur Christophe Colomb (ru) (Вся правда о Колумбе, Visa teisybe apie Kolumba)
- 1972 : Opération liberté (Это сладкое слово — свобода!, Tas saldus žodis – laisvė)
- 1974 : L'Accident (ru) (Авария, Avariya)
- 1974 : La Panne, téléfilm
- 1978 : Les Centaures (Кентавры,  Kentavry)
- 1980 : Récit d'un inconnu (ru) (Рассказ неизвестного человека, Raskaz neizvestnovo cheloveka)
- 1982 : Excusez-moi, s’il vous plaît (Извините, пожалуйста, Izvinite, pozhaluysta)
- 1987 : Un dimanche en enfer (ru) (Воскресный день в аду, Voskresnyy den v adu)
- 1992 : L'Animal sorti de la mer (ru) (Зверь, выходящий из моря,  Zver, vykhodyashchiy iz morya)

## Prix et récompenses
- Prix du Komsomol : 1966
- prix d'État de l'URSS : 1967
- ordre du Drapeau rouge du Travail
- Ordre du Grand-Duc Gediminas : 1995